# Croton gnidiaceus
Espèce
Croton gnidiaceus est une espèce de plantes à fleurs du genre Croton et de la famille des Euphorbiaceae, présente au Brésil (Minas Gerais).
Il a pour synonyme :
- Oxydectes gnidiacea, (Baill.) Kuntze